# Ernest Maupain
Ernest Victor Maupain né le 1er octobre 1869 à Évreux (Eure) et mort le 25 octobre 1944 à Neuilly-Plaisance (Seine-et-Oise), est un acteur de théâtre et de cinéma français.

## Théâtre
- 1902 : La Fauvette du Temple, opéra-comique de Paul Burani et Eugène Humbert, musique d'André Messager, au théâtre Montparnasse (janvier) : Ben Ahmed
- 1908 : Boubouroche, pièce en 2 actes de Georges Courteline, au théâtre de la Comédie-Mondaine (10 janvier) : Boubouroche
- 1908 : L'Abbé Constantin, comédie en 3 actes d'Hector Crémieux, Pierre Decourcelle et Ludovic Halévy, au théâtre de la Comédie-Mondaine (avril) : l'abbé Constantin
- 1908 : L'Alibi, pièce en 3 actes de Gabriel Trarieux, au théâtre de la Comédie-Mondaine (décembre) : le colonel d'artillerie
- 1909 : Un Coup de foudre, vaudeville en 3 actes de Léon Xanrof, au théâtre de la Comédie-Mondaine (29 janvier) : Alfred Poilut
- 1909 : La Carotte, comédie en 3 actes de Georges Berr, au théâtre de la Comédie-Mondaine (février) : Patouille
- 1909 : L'Oreille fendue, pièce en 4 actes de Lucien Népoty, au théâtre de la Comédie-Mondaine (mars)
- 1909 : Le Demi-monde, comédie en 5 actes d'Alexandre Dumas fils, au théâtre de la Comédie-Mondaine  (avril) : Hippolyte Richard
- 1909 : Maître Guérin, comédie en 5 actes d'Émile Augier, au théâtre de la Comédie-Mondaine (mai) : Maître Guérin
- 1909 : Papa la Vertu, drame en 5 actes de Pierre Decourcelle et René Maizeroy, au théâtre Moncey (septembre) : Ulysse Cloparuche
- 1909 : Les Demi-vierges, pièce en 3 actes de Marcel Prévost d'après son roman, au théâtre de la Comédie-Mondaine (25 septembre) : Harden
- 1909 : Ruy Blas, drame en 5 actes en vers de Victor Hugo, au théâtre Moncey (octobre) : Don César de Bazan
- 1909 : Le Coup de Jarnac, vaudeville en 3 actes d'Henry de Gorsse et Maurice de Marsan, au théâtre de la Comédie-Mondaine (13 novembre)
- 1911 : Les Petites étoiles, opérette en 3 actes de Pierre Veber et Léon Xanrof, musique d'Henri Hirschmann, au théâtre Apollo (23 décembre) : Bonnemère
- 1919 : La Jeune fille aux joues roses, pièce en 3 actes et 9 tableaux de François Porché, au théâtre Sarah-Bernhardt (12 mars)
- 1920 : Rip, opérette en 4 actes et 7 tableaux de Robert Planquette, livret d'Henri Meilhac et Philippe Gille, au théâtre Mogador (28 octobre)
- 1928 : Les Âmes nues, pièce de Jehanne d'Orliac, au théâtre de l'Athénée (15 juin) : le bâtonnier
- 1931 : L'Aventurière, comédie en 4 actes en vers d'Émile Augier, au théâtre du Parc de Pont-aux-Dames (12 juillet) : Monte-Prade
- 1933 : La Maison d'en face, pièce en 3 actes de Paul Nivoix, au théâtre du Parc de Pont-aux-Dames (29 octobre)
- 1934 : La Jalousie, comédie en 3 actes de Sacha Guitry, au théâtre du Parc de Pont-aux-Dames (27 mai)
- 1935 : Sapho, pièce en 5 actes d'Alphonse Daudet et Adolphe Belot, au théâtre national populaire (14 avril) : Jean Gaussin

## Filmographie
- 1911 : Le Siège de Calais (The Siege of Calais) d'Henri Andréani
- 1915 : Graustark : Prince Bolarez
- 1915 : The Return of Richard Neal : Comte Nikola
- 1915 : The Snow-Burner
- 1915 : Blindfolded
- 1915 : The Fable of the Galloping Pilgrim Who Kept on Galloping
- 1915 : The Awakening Hour
- 1915 : The Fable of the Two Sensational Failures
- 1915 : The Coward
- 1915 : La Sœur blanche (The White Sister) : Dr Pieri
- 1915 : Bragga's Double
- 1915 : Temper
- 1915 : Business Rivals
- 1915 : Legrand's Revenge
- 1915 : The Return of Gentleman Joe
- 1915 : The Man Trail : 'Wolf' John
- 1915 : In the Palace of the King : Mendoza
- 1915 : The Raven : John Allan
- 1915 : The Law's Decree
- 1915 : The Low Down Expert on the Subject of Babies
- 1915 : Blind Justice
- 1915 : Reckoning Day
- 1915 : A Daughter of the City : Le Moyne
- 1915 : The Woman with a Rose
- 1916 : Captain Jinks of the Horse Marines : Prof. Belliarti
- 1916 : The White Alley
- 1916 : The Roughneck de William S. Hart et Clifford Smith
- 1916 : Vultures of Society : Abraham Clverman
- 1916 : The Discard : 'Python' Grant
- 1916 : The Intruder
- 1916 : Unknown
- 1916 : The Dixie Winner
- 1916 : Sherlock Holmes d'Arthur Berthelet : Professeur Moriarty
- 1916 : That Sort : Docteur Maxwell
- 1916 : The Regeneration of Margaret
- 1916 : The War Bride of Plumville
- 1916 : The Way of Patience
- 1916 : The Prince of Graustark : William H. Blithers
- 1916 : The Final Fraud
- 1916 : The Breaker : Piazzia
- 1916 : In a Looking Glass
- 1916 : A Tale from the Decameron
- 1917 : What Would You Do?
- 1917 : Max Comes Across de Max Linder
- 1917 : The Trufflers : Jacob Zanin
- 1917 : The Finish
- 1917 : Be My Best Man
- 1917 : Much Obliged
- 1917 : Would You Believe It?
- 1917 : The Man Who Was Afraid : Colonel Cory
- 1917 : The Uneven Road
- 1917 : Efficiency Edgar's Courtship : Mr Pierce
- 1918 : N'oublions jamais (Lest We Forget) de Léonce Perret
- 1918 : A Mother's Sin : Yardley Sr.
- 1918 : The Trail to Yesterday : David Langford
- 1918 : Le Million des sœurs jumelles (The Million Dollar Dollies) : Maharajah
- 1918 : Les Jeux du sort (The Turn of the Wheel) de Reginald Barker : gérant du casino
- 1918 : Why America Will Win : The Kaiser / Field Marshal von Hindenburg
- 1918 : La Princesse voilée (La Fayette, We Come) de Léonce Perret : le marquis
- 1920 : The Flame : Sparakoff
- 1920 : La Force de la vie
- 1920 : Face à l'Océan de René Leprince
- 1922 : Les Mystères de Paris de Charles Burguet : Walter Murph
- 1922 : L'Empereur des pauvres de René Leprince : Silvio
- 1922 : La Fille sauvage de Henri Étiévant
- 1922 : L'Écuyère de Léonce Perret : Bob Campbell
- 1922 : L'Absolution
- 1922 : Les Deux Pigeons d'André Hugon
- 1923 : La Porteuse de pain de René Le Somptier
- 1923 : Pax Domine
- 1923 : La Mendiante de Saint-Sulpice
- 1923 : La Folie du doute de René Leprince
- 1924 : Le Miracle des loups de Raymond Bernard : Fouquet
- 1925 : Le Puits de Jacob d'Edward José
- 1926 : Le Berceau de Dieu de Fred LeRoy Granville
- 1927 : Poker d'as de Henri Desfontaines
- 1927 : La Petite chocolatière de René Hervil
- 1929 : Monte Cristo de Henri Fescourt : Monsieur Morel